# فالنتين رادو
فالنتين رادو هو المؤسس والمدير الفني وقائد فرقةفوكس أما ديوس  (تتكون حاليًا من كاميراتا أما ديوس فرقة أما ديوسفوكس رينيسانس كونسورت  مع عروض في مركز Kimmel في فيلادلفيا وغيرها من العروض المتنوعة. قاد العديد من فرق الأوركسترا والفرق الصوتية في أوروبا والولايات المتحدة، بما في ذلك الأوركسترا الوطنية المجريةوبوخارست وآراد، وأوركسترا أوراديا الفيلهارمونية، وأوركسترا حجرة بودابست، وأوركسترا الإذاعة الوطنية الرومانية. في عام 1996 أدار أوركسترا بوخارست الفيلهارمونية في هاندل المسيح ، وفي عام 1997 قاد أوركسترا الإذاعة الوطنية الرومانية في هاندل أسيس و جالاتيا (كلاهما يُعرض لأول مرة باللغة الإنجليزية).

## روابط خارجية
- فالنتين رادو على موقع Allmusic
- Vox Ama Deus ، منظمة الموسيقى في منطقة فيلادلفيا التابعة لرادو
- تسجيلات بواسطة Vox Ama Deus على ملصق Lyrichord